# Almejas a la marinera
Las almejas a la marinera (ameixas á mariñeira en gallego) son un guiso de almejas muy típico de la gastronomía de Galicia, particularmente de la zona de las Rías Bajas, siendo también muy popular en otras zonas de España como Cantabria o Asturias. Las almejas se elaboran con un sofrito de cebolla y tomate triturado, y con vino blanco. Todo ello aromatizado y coloreado con pimentón. Este plato se sirve caliente, tradicionalmente en cazuela de barro.
Hay muchas recetas de este plato, muy variadas, en Asturias no se suele echar tomate, si un sofrito de cebolla o cebolleta, una cucharada de harina, ajo y guindilla, el agua de las amejas y vino blanco.

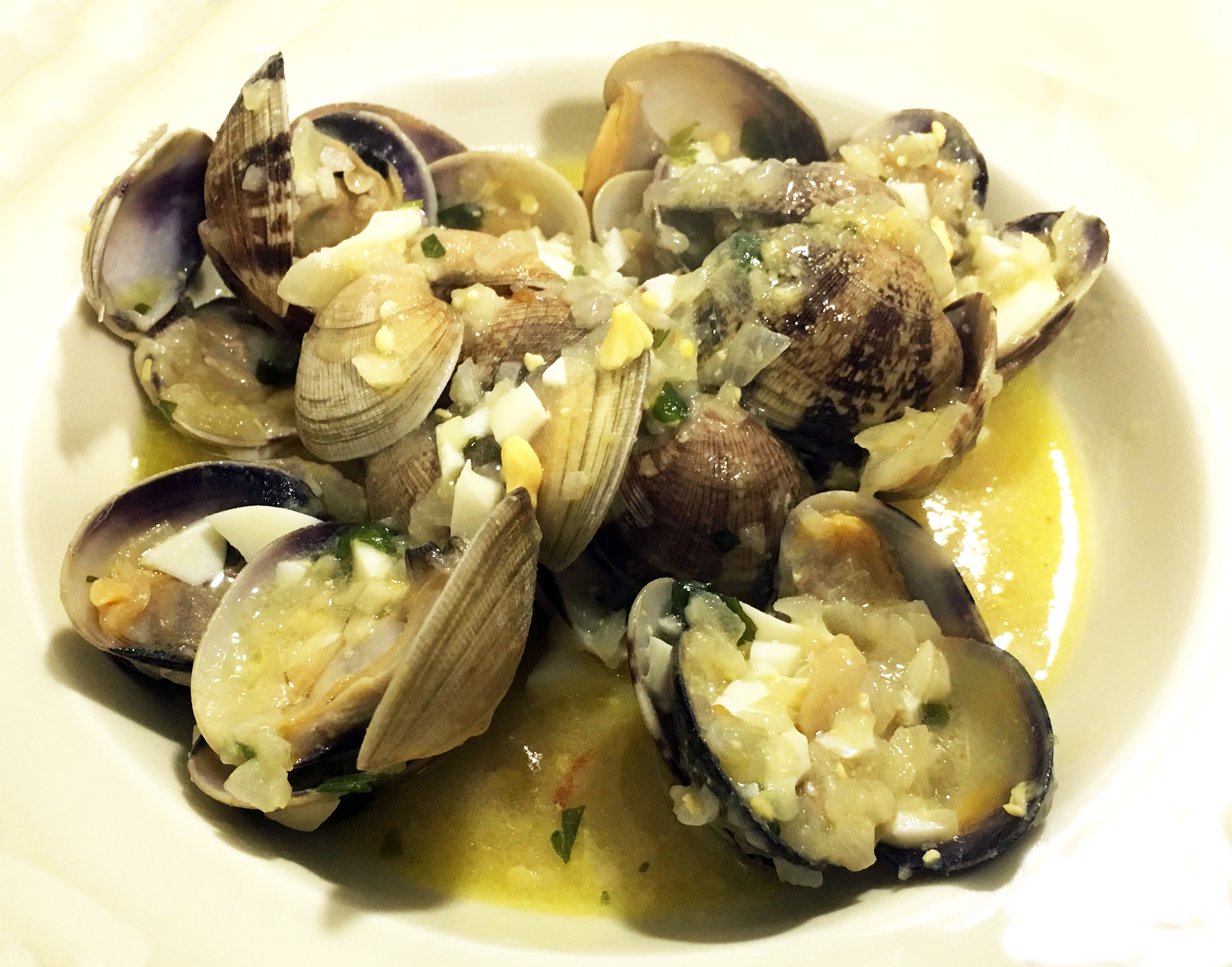
Plato de almejas en variante de salsa marinera

## Características
Se trata de una preparación que por el uso del marisco posee un característico aroma a mar, proviniendo la denominación «a la marinera» de esta característica. A veces se emplean carcasas de marisco, con el objeto de elaborar un caldo que acompañe y aromatice el plato. Suelen emplearse almejas, aunque en algunas ocasiones se presentan platos con chirlas (chirlas a la marinera), que suelen tener un menor tamaño. De la misma forma puede elaborarse el plato con mejillones (mejillones a la marinera).
La salsa suele tener color rojo debido al uso de pimentón dulce. En algunas ocasiones se añade guindilla en polvo, lo que le da un sabor ligeramente picante.